# 九真郡
九真郡（きゅうしん-ぐん）は、かつてベトナム北部に中国王朝が設置した郡。現在のタインホア省一帯に設置された。

## 概要
紀元前111年（元鼎6年）、前漢が南越国を滅ぼすと、九真郡が置かれた。九真郡は交州に属し、胥浦・居風・都龐・余発・咸驩・無功・無編の7県を管轄した。
後漢のとき、九真郡は胥浦・居風・咸驩・無功・無編の5県を管轄した。
晋のとき、九真郡は胥浦・移風・津梧・建初・常楽・扶楽・松原の7県を管轄した。
南朝宋のとき、九真郡は移風・胥浦・松原・高安・建初・常楽・軍安・武寧・都龐・寧夷・津梧の11県を管轄した。
南朝斉のとき、九真郡は移風・胥浦・松原・高安・建初・常楽・津梧・軍安・吉龐・武寧の10県を管轄した。
523年（南朝梁の普通4年）、交州から分割して愛州が置かれた。九真郡は愛州に属した。
589年（開皇9年）、隋が南朝陳を滅ぼすと、九真郡は廃止されて、愛州に編入された。607年（隋の大業3年）に州が廃止されて郡が置かれると、愛州は九真郡と改称された。九真・移風・胥浦・隆安・軍安・安順・日南の7県を管轄した。
622年（武徳5年）、唐により九真郡は愛州と改められた。742年（天宝元年）、愛州は九真郡と改称された。758年（乾元元年）、九真郡は愛州と改称され、九真郡の呼称は姿を消した。